# 木皿安右衛門
木皿安右衛門（きざらやすえもん、1857年（安政4年）3月-没年不明)とは北海道の農家。

## 略歴
宮城県で木皿重四郎の4男として生まれた。34歳の時北海道へ移住、小作人となったのち独立。成功したのち、公共事業に力を尽くした。